# Битка под гором Тавор
Битка под гором Тавор вођена је септембра 1183. године између крсташа предвођених Балдуином IV и Гајем Лизињанским и муслиманске војске предвођене Саладином. Део је крсташких ратова, а завршена је крсташком победом.

## Битка
Након што је уништио флоту Ренеа од Шатијона, Саладин септембра 1183. године прелази Јордан. У сусред му долази крсташка војска од око 1300 витезова и 1600 пешака. Сусрели су се под гором Тавор. На челу хришћана био је Балдуин IV, али је војску водио Гај Лизињански. У бици су учествовали и Рене од Шатијона, Ремон III од Триполија и Жосцелин III од Едесе. Крсташи су једно време били одсечени без икакве опскрбе храном или водом. Онда је Саладин наредио повлачење 1. октобра. Све у свему, ово је била победа крсташа. Четири године касније ће Саладин у близини горе Тавор, у Хитинском кланцу, нанети највећи пораз хришћанима у историји крсташких ратова - у Хитинској бици.